# يوهان خواكيم فريش
يوهان خواكيم فريش (بالألمانية: Johann Leonhard Frisch)‏ هو مدرس وعالم حشرات وعالم طيور ألماني، ولد في 19 مارس 1666 في زولتسباخ-روزنبرغ في ألمانيا، وتوفي في 21 مارس 1743 في برلين في ألمانيا.